# الروضة (سيئون)

'

تعديل مصدري - تعديل

الروضة هي إحدى قرى عزلة سيئون بمديرية سيئون التابعة لمحافظة حضرموت، بلغ تعداد سكانها 33 نسمة حسب تعداد اليمن لعام 2004.